# Cmentarz żydowski w Gorlicach
Cmentarz żydowski w Gorlicach – gorlicki kirkut położony przy ul. Stróżowskiej. Został założony w II połowie XVIII wieku i uległ zniszczeniu podczas II wojny światowej. W połowie lat 90. XX wieku teren uporządkowano i ogrodzono, ustawiając część odzyskanych macew. Cmentarz ma powierzchnię 1,59 ha. Zachowało się około 500 nagrobków oraz wiele fragmentów. W czasie II wojny światowej cmentarz był miejscem masowych egzekucji ludności żydowskiej, które były przeprowadzane w latach 1942-1943. W 1947 ze zniszczonych nagrobków wzniesiono lapidarium W okresie powojennym pochowano w dwóch zbiorowych mogiłach szczątki Żydów ekshumowane z różnych miejsc w okolicach Gorlic.
Na cmentarzu pochowano podczas I wojny światowej 4 żołnierzy austro-węgierskich oraz 2 żołnierzy rosyjskich, wyznania mojżeszowego. Kwatera ta to austriacki cmentarz wojenny nr 90 - Gorlice.